# Fonda Florida (Reus)
La Fonda Florida o cal Bufill és un edifici del municipi de Reus (Baix Camp), situat a la plaça del Mercadal, cantonada amb el carrer del Metge Fortuny, inclòs en l'Inventari del Patrimoni Arquitectònic de Catalunya.

## Descripció
És un edifici cantoner de planta baixa, per a usos comercials, i tres pisos. La façana que dona a la Plaça del Mercadal és de diferent composició a la lateral. La planta baixa, d'ús comercial, és porticada amb pilastres coronades per capitells ornats. Hi ha un balcó corregut al primer pis amb dues obertures allindanades emmarcades per un entaulament ornat, que gira cap al carrer lateral. L'obertura del cantó forma un arc carpanell. El segon i tercer pis segueixen la mateixa composició diferenciada a les dues façanes, amb obertures a la plaça, i dos finestres geminades amb pilastres al carrer. Cal remarcar l'ornamentació de la façana, floral i vegetal, amb sanefes, motius geomètrics, pilastres estriades, finestres geminades, motllures, elements escultòrics, cornisa i mènsules, i una barana de ferro forjat amb motiu d'estrella repetitiu. Aquest edifici presenta una perfecta composició simètrica a partir de dos eixos diferents, el corresponent a la Plaça del Mercadal i el del carrer del Metge Fortuny.
La qualitat dels materials disminueix així que es va pujant de planta, cosa que no s'observa a la façana però sí a la caixa de l'escala. És interessant la corba que soluciona la cantonada, que ressalta per la cornisa suportada per mènsules, iguals a les que sostenen els balcons. A la corba, el pilar dels porxos es duplica, per indicar que és una frontissa. El pilar de l'altra extrem del porxo sosté la biga de la casa del costat, per evitar la duplicació de columnes.

## Història
El comerciant Francesc Bufill Capdevila va encarregar a l'arquitecte Francesc Borràs una casa cantonera a la plaça del Mercadal l'any 1885. Borràs havia acabat feia poc la casa Roca Oller a la plaça de Prim, i les dues cases presenten algunes semblances. L'any 1948, al principal va obrir la Fonda Florida, que va tancar el 2020.